# Juan Zárate
Juan Zárate  (* 4. September 1922 in Mendoza; † 26. August 1996 in Santiago) war ein argentinischer Fußballspieler, der viele Jahre seiner Karriere in Chile verbrachte und je zwei Mal Meister und Torschützenkönig der chilenischen Primera División wurde.

## Karriere
Juan Zárate spielte zuerst bei unterklassigen argentinischen Teams, ehe es ihn in die Hauptstadt Chiles zu CD Green Cross verschlug. Dort blühte der Spieler auf und wurde 1945 Meister mit seinem Team. Er erzielte bei der einzigen Meisterschaft seines Klubs 17 Saisontore und wurde gemeinsam mit dem Uruguayer Ubaldo Cruche von Universidad de Chile und dem Argentinier Hugo Giorgi von Audax Italiano Torschützenkönig. Nach seinem Wechsel zu Audax Italiano gelang ihm dieses Kunststück erneut. Er wurde mit dem Team chilenischer Meister und mit 22 Toren Torschützenkönig. In seiner Zeit bei Green Cross und Audax Italiano soll er in 156 Spielen 104 Tore erzielt haben.

## Erfolge
Green Cross
- Chilenischer Meister: 1945

Audax Italiano
- Chilenischer Meister: 1948